# Booti-Booti-Nationalpark
Der Booti-Booti-Nationalpark ist ein Nationalpark im Nordosten des australischen Bundesstaates New South Wales, 282 km nordöstlich von Sydney und 10 km südlich von Forster.
Die erste europäische Bewohner der Gegend war Captain J. Gogerly, der mit Holzladungen von Forster nach Sydney segelte. Er selbst und einige seiner Familienmitglieder sind auf dem Parkgelände beerdigt.
Am 30. September 1977 wurde das Gebiet des heutigen Parks zur State Recreation Area und 1992 erfolgte die Umwidmung in einen Nationalpark.